# Ludger Hermanns
Ludger M. Hermanns (* 1950) ist ein deutscher Arzt und Psychoanalytiker, Autor, Herausgeber und Archivar. Hermanns arbeitet als Psychoanalytiker und Gruppenanalytiker in eigener Praxis in Berlin-Charlottenburg und ist Mitglied des Berliner Psychoanalytischen Instituts (auch: Karl-Abraham-Institut).

## Leben und Wirken
Nach dem Medizinstudium absolvierte Hermanns eine psychoanalytische Ausbildung am Berliner Psychoanalytischen Institut (auch: Karl-Abraham-Institut) und später eine gruppenanalytische Ausbildung am SGAZ (Seminar für Gruppenanalyse Zürich). Hermanns war über 35 Jahre als psychosomatischer Konsiliararzt zunächst im Krankenhaus Moabit und nach dessen Schließung im Immanuel Krankenhaus Berlin, Naturheilkundliche Abteilung, tätig.
Neben seiner psychoanalytischen und psychotherapeutischen Tätigkeit trat er als Autor und Herausgeber in Erscheinung. Er veröffentlichte und publizierte zur Geschichte der Psychoanalyse sowie dem Leben und Wirken historisch bedeutsamer Psychoanalytiker, wie John F. Rittmeister, Ernst Simmel, Erich Simenauer, Max Levy-Suhl und anderen.
Von 2002 bis 2013 war Hermanns Herausgeber und Redakteur des Jahrbuchs der Psychoanalyse. Er ist Mitherausgeber von „Luzifer-Amor“, der einzigen deutschsprachige Zeitschrift zur Geschichte der Psychoanalyse (zunächst erschienen bei edition diskord, dann bei Brandes & Apsel) und Herausgeber der zwölfbändigen Buchreihe „Psychoanalyse in Selbstdarstellungen“ (ebenfalls zunächst bei edition diskord, dann bei Brandes & Apsel).
Herrmanns ist Vorsitzender des History of Psychoanalysis Committee der Internationalen Psychoanalytischen Vereinigung (IPA). Daneben ist er Archivar der Deutschen Psychoanalytischen Vereinigung (DPV) und des Berliner Psychoanalytischen Instituts (BPI). Er ist Mitbegründer und derzeitiger Vorsitzender des Archivs zur Geschichte der Psychoanalyse e.V.

## Werke (Auswahl)

### Als Herausgeber
- Psychoanalyse in Selbstdarstellungen. Band I, edition discord, Tübingen 1992, ISBN 3-89295-549-2 und als Band I/2 bei Brandes & Apsel, Frankfurt am Main. 2009, ISBN 978-3-86099-605-8.
- Psychoanalyse in Selbstdarstellungen. Band II, edition discord, Tübingen 1994, ISBN 3-89295-577-8.
- Psychoanalyse in Selbstdarstellungen. Band III, edition discord, Tübingen 1995, ISBN 3-89295-592-1.
- Psychoanalyse in Selbstdarstellungen. Band IV, edition discord, Tübingen 1998, ISBN 3-89295-634-0.
- Psychoanalyse in Selbstdarstellungen. Band V, Brandes & Apsel Verlag, Frankfurt am Main 2007, ISBN 978-3-86099-862-5.
- Psychoanalyse in Selbstdarstellungen. Band VI, Brandes & Apsel Verlag, Frankfurt am Main 2007, ISBN 978-3-86099-866-3.
- Psychoanalyse in Selbstdarstellungen. Band VII, Brandes & Apsel Verlag, Frankfurt am Main 2008, ISBN 978-3-86099-874-8.
- Psychoanalyse in Selbstdarstellungen. Band VIII, Brandes & Apsel Verlag, Frankfurt am Main 2010, ISBN 978-3-86099-609-6.
- Psychoanalyse in Selbstdarstellungen. Band IX, Brandes & Apsel Verlag, Frankfurt am Main 2012, ISBN 978-3-86099-900-4.
- Psychoanalyse in Selbstdarstellungen. Band X, Brandes & Apsel Verlag, Frankfurt am Main 2015, ISBN 978-3-95558-070-4.
- Psychoanalyse in Selbstdarstellungen. Band XI, Brandes & Apsel Verlag, Frankfurt am Main 2017, ISBN 978-3-95558-195-4.
- Psychoanalyse in Selbstdarstellungen. Band XII, Brandes & Apsel Verlag, Frankfurt am Main 2019, ISBN 978-3-95558-263-0.
- Psychoanalyse in Selbstdarstellungen. Band XIII, Brandes & Apsel Verlag, Frankfurt am Main 2021, ISBN 978-3-95558-314-9.
- Psychoanalyse in Selbstdarstellungen. Band XIV, Brandes & Apsel Verlag, Frankfurt am Main 2023, ISBN 978-3-95558-348-4.

- Spaltungen in der Geschichte der Psychoanalyse. Psychosozial-Verlag, Gießen 2011, ISBN 978-3-8379-2138-0.
- mit Ulrich Schultz-Venrath: Psychoanalyse und ihre Anwendungen. Ausgewählte Schriften. Fischer Taschenbuch Verlag, Frankfurt am Main 1993, ISBN 3-596-11348-2.
- mit Ernst Falzeder: Sigmund Freud/Karl Abraham. Briefwechsel 1907–1925. Vollständige Ausgabe. 2 Bände. Turia + Kant, 2009, ISBN 978-3-85132-400-6.
- mit Karen Brecht, Volker Friedrich, Isidor J. Kaminer und Dierk H. Juelich: Hier geht das Leben auf eine sehr merkwürdige Weise weiter… - Zur Geschichte der Psychoanalyse in Deutschland. Psychosozial-Verlag, Gießen 2010, ISBN 978-3-8379-2096-3.
- mit Ágnes Berger, Franziska Henningsen und János Can Togay: Psychoanalyse hinter dem Eisernen Vorhang. Brandes & Apsel Verlag, Frankfurt am Main 2012, ISBN 978-3-86099-956-1.
- mit Albrecht Hirschmüller: Vom Sammeln, Bedenken und Deuten. In: Geschichte, Kunst und Psychoanalyse. Gerhard Fichtner zu Ehren. (= Jahrbuch der Psychoanalyse. Beiheft 25). Frommann-Holzboog, Stuttgart 2013, ISBN 978-3-7728-2640-5.

- mit Franziska Henningsen und János Can Togay: Psychoanalyse und Emigration aus Budapest und Berlin. Brandes & Apsel Verlag, Frankfurt am Main 2014, ISBN 978-3-95558-040-7.
- mit Ewa Kobylinska-Dehe und Pawel Dybel: Zwischen Hoffnung und Verzweiflung. Psychosozial-Verlag, Gießen 2018, ISBN 978-3-8379-2778-8.
- mit Ewa Kobylinska-Dehe und Pawel Dybel: Im Schatten von Krieg und Holocaust. Psychoanalyse in Polen im polnisch-deutsch-jüdischen Kontext. Psychosozial-Verlag, Gießen 2019.

### Als Autor
- mit Ulrich Schultz: Das Sanatorium Schloss Tegel Ernst Simmels. Zur Geschichte und Konzeption der ersten Psychoanalytischen Klinik. In: Psychotherapie, Psychosomatik, medizinische Psychologie. Nr. 37, 1987, S. 58–67. ISSN 0937-2032.
- mit Ulrich Schultz: "Und doch wäre ich ... beinahe Berliner geworden"- Sigmund Freud im Sanatorium Schloß Tegel. In: Zeitschrift für psychoanalytische Theorie und Praxis. Band 5, 1990, S. 78–88.
- mit Ulrich Schultz und Mechthilde Kütemeyer: Die psychoanalytische Behandlung einer Lustmörderin im Jahre 1930. Editorische Vorbemerkung zu einem unveröffentlichten Manuskript Ernst Simmels: Neurotische Kriminalität und Lustmord. In: Zeitschrift für Psychoanalyse und ihre Anwendungen. Band 44, 1990, S. 71–99.
- mit Ulrich Schultz-Venrath: Gleichschaltung zur Ganzheit – Gab es eine Psychosomatik im Nationalsozialismus? In: H.-E. Richter M. Wirsching (Hrsg.): Neues Denken in der Psychosomatik. Fischer Taschenbuch Verlag, Frankfurt am Main 1991, S. 83–103.
- mit Ulrich Schultz-Venrath: Editorische Vorbemerkungen zu Ernst Simmels "Selbsterhaltung und Todestrieb". In: Psyche – Zeitschrift für Psychoanalyse und ihre Anwendungen. Band 46, Nr. 8, 1992, S. 769–772.
- Über die Wurzeln der Gruppenanalyse in Nachkriegsdeutschland – ihre Rezeptionsgeschichte und Traditionsbildungen. In: Gruppenpsychotherapie und Gruppendynamik. Band 45, Nr. 2, 2009, S. 104–127. doi:10.13109/grup.2009.45.2.104.
- Die Gründung der DPV im Jahre 1950 – im Geiste der »Orthodoxie« und auf der Suche nach internationaler Anerkennung. In: Psyche – Zeitschrift für Psychoanalyse und ihre Anwendungen. Band 64, Nr. 12, 2010, S. 1156–1173.
- mit Stephan von Minden, Michael Schröter, Harry Stroeken und Andrea Walther: Dr. med. Max Levy-Suhl und seine Familie. (= Kleine Suhler Reihe. 48). Stadtverwaltung Suhl, Suhl 2016.
- mit Michael Schröter und Harry Stroeken: Von der Psychotherapie zur Psychoanalyse: Max Levy-Suhl (1876–1947). In: Luzifer-Amor. Zeitschrift zur Geschichte der Psychoanalyse. Jahrgang 27, Nr. 53, 2014, S. 141–167. ISSN 0933-3347.
- Unsere letzte psychoanalytische Mohikanerin in Berlin «Die Berliner Jahre (1923–1939) der polnischen Psychoanalytikerin Salomea Kempner (1880–1943) und ihr »Verschwinden« in …. ». In: Im Schatten von Krieg und Holocaust. S. 85–100. doi:10.30820/9783837976106-85.
- mit Ulrich Schultz-Venrath: Ernst Simmel oder die Psycho-Klinik der Zukunft. In: A. Geisthövel, B. Hitzer (Hrsg.): Auf der Suche nach einer anderen Medizin – Psychosomatik im 20. Jahrhundert. Suhrkamp Taschenbuch Wissenschaft, Frankfurt am Main 2019, ISBN 978-3-518-29864-0, S. 124–132.
- Editorische Anmerkungen zu S. H. Foulkes „Theoretische und praktische Grundlagen der analytischen Gruppenpsychotherapie“ (Foulkes, 1960). In: Gruppenpsychotherapie und Gruppendynamik. Band 55, Nr. 3, 2019, S. 256–261. doi:10.13109/grup.2019.55.3.256.